# 中立府
中立府，明朝初年短暂设立的一个府。
元朝时为濠州，属安丰路。朱元璋升为临濠府。洪武二年（1369年）九月，建中都，置留守司於此。六年九月，称中立府。七年八月，改称凤阳府。